# وسيط تبريد

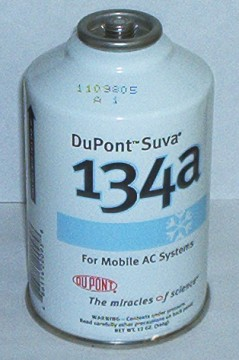
وسيط تبريد

وسيط التبريد أو مُبَرِّد هو مادة أو خليط، مائعٌ عادةً، يستخدم في دورة المضخة الحرارية ودورة التبريد. يخضع في معظم الدورات لتحول طوري من سائل إلى غاز ومن ثم يعود إلى سائل لتتكرر العملية. استخدمت العديد من موائع التشغيل لهذه الأغراض. أصبحت الفلوروكربونات (وخاصةً الكلوروفلوروكربونات) شائعةً في القرن العشرين، ولكن بدأ إيقاف استخدامها الآن بسبب آثارها الضارة التي تسبب نضوب طبقة الأوزون. من وسائط التبريد الشائعة الأخرى المستخدمة في تطبيقات متنوعة الأمونيا وثنائي أكسيد الكبريت والهيدروكربونات غير الهالوجينية كالبروبان.

## الخصائص المحبذة
على مائع التشغيل المثالي أو ما يسمى غالبًا باسم وسيط التبريد أن يمتلك خصائص ترموديناميكية محبذة، وألا يسبب تآكل العناصر الميكانيكية، وأن يكون آمنًا، ما يشمل أن يكون خاليًا من السمّية وغير قابل للاشتعال. عليه أيضًا ألا يسبب نضوب الأوزون أو التغير المناخي. لأن الموائع المختلفة تحقق الخصائص المرغوبة بدرجات مختلفة؛ فإن مسألة الاختيار تكون مسألة إجراء مفاضلات.
الخصائص الترموديناميكية المحبذة هي أن تكون نقطة الغليان أقل بقليل من درجة الحرارة المرغوبة، وأن تكون حرارة التبخر مرتفعة، وكثافة الطور السائل معتدلة، والكثافة مرتفعة نسبيًّا في الطور الغازي، ودرجة الحرارة حدية مرتفعة. بما أن نقطة الغليان وكثافة الغاز تتأثران بالضغط، فإن وسائط التبريد يمكن أن تصنع بشكل ملائم خصيصًا لتطبيق محدد عن طريق اختيار ضغط عمل ملائم.

## المسائل المتعلقة بالبيئة
وضعت دراسة أجرتها المنظمة غير الربحية «دروداون» الإدارة الجيدة لوسائط التبريد والتخلص منها في أعلى قائمة حلولها المتعلقة بالأثر المناخي، مقدرةً أثرها بما يكافئ القضاء على أكثر من 17 سنة من الانبعاثات الكربونية للولايات المتحدة الأمريكية.
الطبيعة الخاملة كيميائيًّا للعديد من الهالوألكينات، والكلوروفلوروكربونات، والهيدروكلوروفلوروكربونات، وتحديدًا سي إف سي-11 وسي إف سي-12، جعلتها خيارات مفضلة بين وسائط التبريد للعديد من السنوات بسبب عدم قابليتها للاشتعال وعدم سمّيتها. ولكن مقدار استقرارها في الغلاف الجوي وآثاره المحتملة على الاحتباس الحراري ونضوب طبقة الأوزون تسبب في إثارة المخاوف بشأن استخدامها. أدى هذا إلى استخدام الهيدروفلوروكربونات والبيروفلوروكربونات بدلًا منها، وخاصةً إتش إف سي-134إيه، والتي لا تسبب نضوب الأوزون، ولها آثار أقل على الاحتباس الحراري. ولكن وسائط التبريد هذه ما تزال تمتلك قابلية لتسبيب الاحتباس الحراري العالمي تبلغ آلاف أضعاف ثنائي أكسيد الكربون. لذلك فإنها الآن تستبدل في الأسواق التي من المحتمل أن تتسرب فيها، عن طريق استخدام جيل رابع من وسائط التبريد، وأبرزها إتش إف أو-1234واي إف، تمتلك الأخيرة آثارًا أقرب بكثير لتلك التي يسببها ثنائي أكسيد الكربون.
وسائط التبريد على الترتيب من الأعلى قابلية لتسبيب نضوب الأوزون إلى الأقل هي: البروموكلوروفلوروكربونات، الكلوروفلوروكربونات، ومن ثم الهيدروكلوروفلوروكربونات.
طُورت وسائط تبريد جديدة في بداية القرن الحادي والعشرين أكثر أمانًا للبيئة، ولكن تطبيقها تأخر بسبب مخاوف من السمية وقابلية الاشتعال.
بالمقارنة مع وسائط التبريد الهالوجينية، فإن الهيدروكربونات كالإيزوبوتان (آر-600إيه) والبروبان (آر-290) توفر عدة مزايا جيدة: الكلفة المنخفضة والوفرة، انعدام التسبب في نضوب الأوزون وقابلية ضعيفة جدًّا للتسبب في الاحتباس الحراري. تمتلك أيضًا فعالية طاقية جيدة، ولكنها قابلة للاشتعال ويمكن أن تشكل خليطًا متفجرًا مع الهواء إذا حدث تسرب. رغم قابليتها للاشتعال، فإنها تستخدم بشكل متزايد في البرادات المنزلية، مع الإبقاء على التراكيز في المطبخ بمتوسط أقل من 20% من الحد الأدنى القابل للانفجار. يمكن تجاوز هذا الحد داخل الجهاز، حيث لا توجد مصادر محتملة للإشعال. يجب أن توضع القواطع الكهربائية خارج المقصورة المبردة أو يمكن استخدام القواطع محكمة الإغلاق بدلًا منها، ويمكن استخدام المراوح التي لا تولد شرارًا حصرًا. في عام 2010، استخدمت نحو ثلث البرادات المنزلية والثلاجات المصنعة عالميًّا الإيزوبوتان أو خليطًا من الإيزوبوتان والبروبان، ويتوقع ازدياد هذه النسبة إلى 75% بحلول عام 2020.

## وصلات خارجية
- US Environmental Protection Agency page on the GWPs of various substances
- Fluorocarbons as Refrigerants